# Chris Mullin
Christopher Paul Mullin (Brooklyn, 30 juli 1963) is een Amerikaans voormalig basketballer en basketbalcoach. De small-forward won met de Verenigde Staten gouden medailles op zowel de Olympische Zomerspelen 1984 als de Olympische Zomerspelen 1992.
Mullin speelde van 1985 tot en met 1997 voor de Golden State Warriors. In zijn beste periode scoorde hij vijf seizoenen achter elkaar gemiddeld 25 punten per wedstrijd. De Warriors haalden in diezelfde tijd vijf keer achtereen de play-offs. Latrell Sprewell nam vervolgens steeds meer zijn plaats over, waarop hij geruild werd met Erick Dampier en Duane Ferrell en zo in 1997 bij de Indiana Pacers terechtkwam. Met de Pacers speelde Mullin in het seizoen 1999/00 de NBA Finale, maar verloor daarin aan de zijde van onder meer Rik Smits van de Los Angeles Lakers (4-2). Na dit seizoen speelde hij nog één seizoen voor, opnieuw, de Golden State Warriors, waarna hij stopte met professioneel basketbal. Op 19 maart 2012, namen de Golden State Warriors zijn rugnummer 17 buiten gebruik.

## Dream Team
Mullin was samen met onder meer Charles Barkley, Clyde Drexler, Larry Bird, Patrick Ewing, Magic Johnson, Michael Jordan, Christian Laettner, Karl Malone en Scottie Pippen lid van het originele Dream Team dat in 1992 olympisch goud won.

## Erelijst
- Olympisch kampioen 1984 en 1992
- Vijfvoudig NBA All-Star

| Logo van de Olympische Spelen | Goud | Zilver | Brons | Logo van de Olympische Spelen |
|                               | 2    | 0      | 0     |                               |

- Bibsys: 90912330
- Bibliothèque nationale de France: cb125425705 (data)
- Gemeinsame Normdatei: 1044674660
- International Standard Name Identifier: 0000 0001 1070 8289
- Library of Congress Control Number: n93081427
- Nationale Bibliotheek van Tsjechië: pag2008433532
- Nationale Bibliotheek van Israël: 987009814985405171
- Nationale Bibliotheek van Polen: a0000001208280
- Nederlandse Thesaurus van Auteursnamen: 161254101
- Virtual International Authority File: 73965280
- WorldCat: E39PBJfhbjPvf3KFfj3jgMBkjC